# Krilin
Krilin (クリリン, Kuririn), également typographié Kulilin, est un personnage de fiction créé par Akira Toriyama dans le manga Dragon Ball. Il apparaît pour la première fois le 21 mai 1985 dans le Weekly Shōnen Jump.
C'est l'un des personnages les plus présents tout au long de l'histoire, avec Son Goku, Bulma, Yamcha et Kamé Sennin, et celui qui s'est fait tuer et ressusciter le plus souvent tout au long de la saga (cinq fois ; dont une dans Dragon Ball GT ainsi que dans l'époque de Trunks du futur). Il est le plus fort parmi les Terriens grâce au pouvoir du grand chef namek Saichôrô.

## Création et concept
Toriyama a initialement créé Krillin avec le Tenkaichi Budōkai comme méthode permettant d’ajouter de la profondeur à l’histoire, son éditeur Kazuhiko Torishima ayant déclaré que le protagoniste de la série, Goku, n'avait pas assez d'impact. Torishima a expliqué que pour développer le charisme de Son Goku ils avaient besoin de quelqu'un de petit et d'espiègle pour créer un contraste, menant ainsi à l'introduction de Krillin. Yūsuke Watanabe, qui a écrit le scénario du film Dragon Ball Z: La bataille des dieux, avait à l'origine écrit le film qui devait avoir lieu au mariage de Krillin et C-18, mais Toriyama l'avait écrit pour qu'il se déroule à la fête d'anniversaire de Bulma. Yūsuke Watanabe pensait que Toriyama avait fait le changement parce qu'il voulait que les fans imaginent le mariage par eux-mêmes.

### Apparences

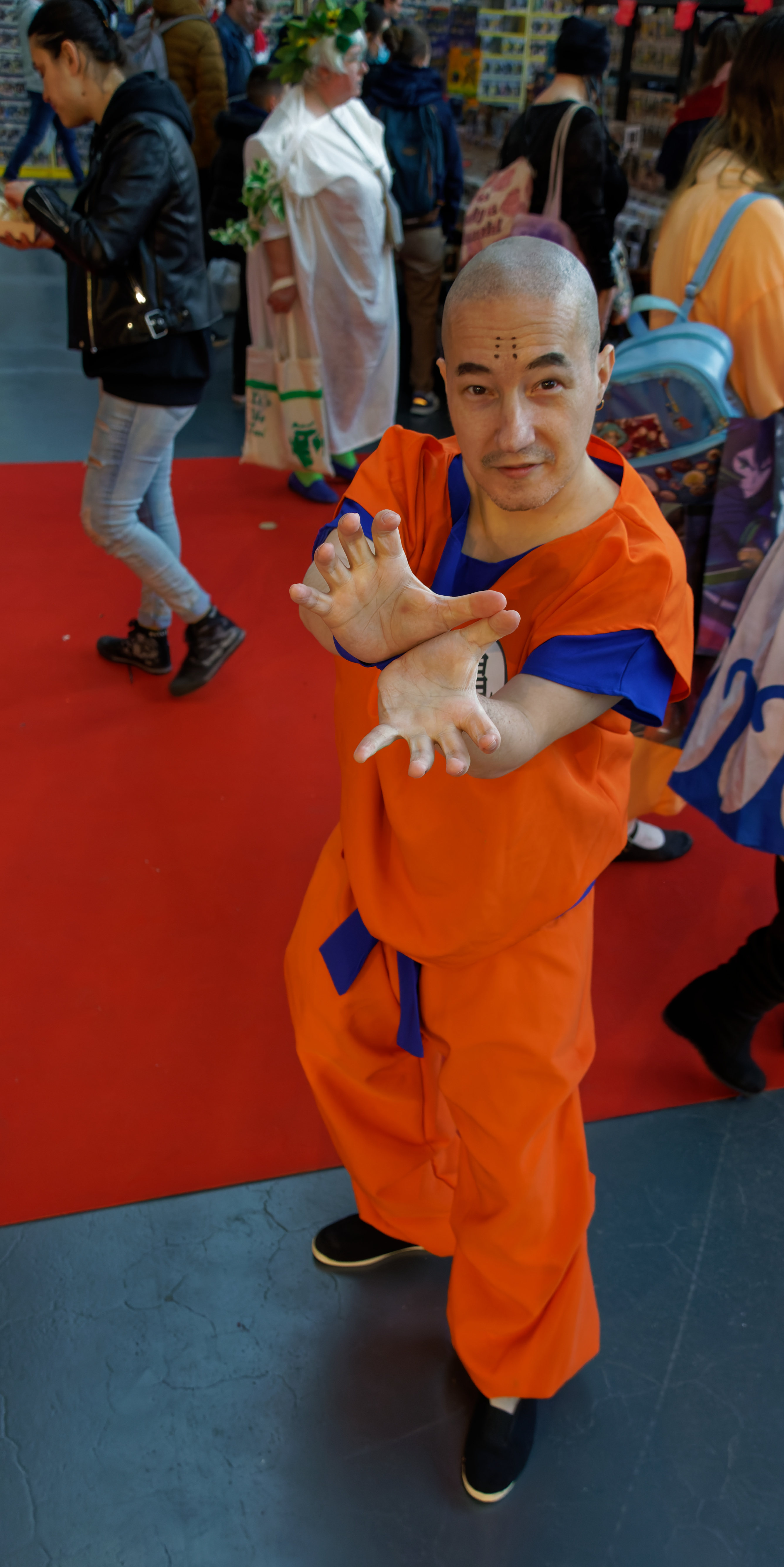
Cosplay de Krilin au Brussels Comic Con 2022, en Belgique.

L'apparence physique de Krilin est tout à fait humaine excepté le fait qu'il n'a pas de nez et qu'il possède six points sur son front comme les moines Shaolin. Son crâne est rasé comme le veut la coutume pour qui pratique les arts martiaux. L'aspect de Krilin reste relativement le même pour la majorité de la série. Il est présenté pour la première fois à l'âge de 13 ans, toujours vêtu du vêtement jaune et orange porté au monastère où il s'était entraîné. Akira Toriyama a déclaré un jour, apparemment avec humour, que le manque de nez de Krillin était dû à une idiosyncrasie physique lui permettant de respirer à travers les pores de sa peau. Plus tard, il porte l'uniforme orange présenté par Kame-Sennin en l'honneur de sa première compétition d'arts martiaux. On le voit parfois vêtu de vêtements décontractés, mais la plupart du temps, il continue de s'habiller pour s'entraîner ou se battre. Au cours de l'arc Freezer, il porte une armure Saiyan fournie par Vegeta. Après la défaite de Cell, Krillin cesse de se raser la tête et laisse pousser ses cheveux noirs, avant de les raser à nouveau lors de la résurrection de Freezer. Lorsqu’il s’installe avec sa famille, Krillin porte une tenue d’entraînement composée d’un t-shirt rouge «Tacos» et d’un pantalon de costume brun.

## Biographie du personnage
Il apparaît au début de l'histoire, au moment où Son Goku va entamer sa formation auprès de Kamé Sennin. Krilin demande à ce dernier de lui apprendre les arts martiaux à lui aussi.
C'était jusque-là un jeune moine (ce qui pourrait expliquer l'origine des points sur son front) qui, fatigué des moqueries de ses camarades de classe dont il est le souffre-douleur, dues notamment à sa petite taille, a décidé de quitter son école d'arts martiaux pour se rendre chez Kamé Sennin et devenir son disciple. Kamé Sennin, vieillard pervers, accepte d'entraîner Krilin, celui-ci ayant eu la bonne idée de lui apporter des revues coquines.
D'abord rival de Son Goku pendant leur entraînement, Krilin devient par la suite son ami le plus fidèle et il le suit dans ses aventures. Son Goku s'avère très vite bien plus puissant que lui, mais Krilin lui-même acquiert peu à peu une force extraordinaire qui fait de lui le terrien le plus puissant.

### Tenkaichi Budokai
Krilin participe avec Son Goku aux championnats des arts martiaux, le Tenkaichi Budokai. Lors du 21e, il est vaincu en demi-finale par Jackie Chun, qui n'est autre que son maître Kamé Sennin qui s'est déguisé pour ne pas être reconnu. Au cours du tournoi suivant, il bat Chaozu avec difficulté en quart de finale, car celui-ci utilise ses pouvoirs magiques. Il doit ensuite affronter Son Goku. Ce dernier lui est bien supérieur et remporte la victoire.
Juste après la fin de ce tournoi, Krilin est assassiné par Tambourine, un des sbires du démon Piccolo, qui a été libéré par Pilaf. Mais Son Goku parvient finalement à tuer le démon Piccolo, et Krilin est ensuite ressuscité à l'aide des Dragon Balls.
Lors du 23e Tenkaichi Budokai, il doit affronter Piccolo, le fils du démon Piccolo. Ce combat sera éprouvant pour Piccolo car, malgré le niveau de puissance inférieur de Krilin, ce dernier montre encore une fois qu'il est plein de ressources et de surprises. Malheureusement, c'est Piccolo qui remporte le match après l'abandon de Krilin par constats de leurs différences de force.

### L’arrivée des Saiyans
L'année suivant la mort de Raditz et de Son Goku, les Saiyans Vegeta et Nappa arrivent sur Terre pour conquérir la planète. Krilin ne passe pas loin de tuer Nappa avec son Kienzan. Krilin parvient, avec Son Gohan, à survivre jusqu'au retour de Goku. Ce dernier vainc Nappa mais est battu par Vegeta au moment où il allait lancer le Genki Dama. Cependant, il parvient à transmettre l'énergie à Krilin qui réussit à s'en servir pour frapper Vegeta, malheureusement il le manque et la boule arrive tout droit sur Son Gohan qui la renvoie sur Vegeta, car il n'a pas de vice.
Krilin a ensuite la possibilité d'achever celui-ci grâce au sabre de Yajirobé avant qu'il ne retourne dans sa capsule spatiale, mais à la demande de Son Goku, il lui laisse la vie sauve.

### Sur Namek
Ayant appris que d'autres Dragon Balls existent sur Namek, la planète d'origine du Tout-Puissant, Krilin décide de s'y rendre avec Bulma et Son Gohan afin de ressusciter les victimes des Saiyans. Une fois sur place, ils sont confrontés à Freezer et ses soldats, mais aussi à Vegeta qui souhaite lui aussi s'emparer des Dragon Balls. Krilin échappe au terrible Dodoria plus puissant que Vegeta quand ce dernier est arrivé sur Terre grâce à la technique du Taiyoken.
Krilin rend visite au grand maître des Nameks qui libère son potentiel de combat. Il reste encore impuissant face au commando Ginyu, tout comme Son Gohan et Vegeta qui a dû s'allier à eux. Ils seront sauvés par Son Goku, fraichement arrivé sur Namek, qui écrase les forces spéciales de Freezer. Krilin doit ensuite affronter Freezer. Mais celui-ci le blesse grièvement. Cependant, il est soigné par Dendé, le petit Namek que lui et Gohan avaient sauvé des soldats du tyran. Krilin livrera sa plus grande bataille contre Freezer. . 
Lors du combat interminable entre Son Goku et Freezer, Krilin aura été héroïque jusqu'au bout. Freezer surprend Son Goku et ses compagnons et tue froidement Krilin. Son Goku perd alors son calme habituel et se transforme pour la première fois en Super Saiyan de niveau 1.
Plusieurs mois après la défaite de Freezer, Krilin est finalement ressuscité sur Terre grâce aux Dragon Balls des Nameks en même temps que Yamcha.

### Contre les cyborgs
À partir de ce moment de l'histoire, l'émergence des Super Saiyans marque le déclin de son importance dans les combats, au même titre que Yamcha et Ten Shin Han.
Il part à la poursuite de C-20 (le Dr Gero) et c'est lui qui découvre son laboratoire secret. Lorsque tous ses amis sont vaincus par les cyborgs C-17 et C-18, il est trop effrayé pour prendre part au combat, mais C-18 lui donne un doux baiser sur la joue au moment de s'en aller, ce qui le marque profondément. Il en tombe amoureux malgré la rivalité qui les oppose. Plus tard, alors qu'il a la possibilité de la désactiver grâce à une télécommande, il est confronté à un cruel dilemme : détruire la femme dont il est amoureux pour sauver la Terre, ou lui laisser la vie sauve afin d'avoir une chance avec elle, quitte à ce qu'elle se fasse absorber par le monstre. Il choisit finalement la seconde option, mais cette décision permet à Cell d'atteindre sa forme parfaite. Quand Cell eut absorber C-18, sa tristesse est telle, qu'il tentera par tous les moyens de tuer Cell, y compris avec sa technique Kienzan qui restera inefficace, tant la puissance de Cell est énorme. Au Cell Game, il parvient à résister face aux Cell Junior. Lorsque Cell "recrache" C-18 à la suite du violent coup que Son Gohan, transformé en Super Saiyan 2 lui a porté, il prit C-18 inconsciente et veille sur elle. Après la défaite de Cell, il demande à Shenron de désactiver le système d'autodestruction de C-17 et C-18. Dans le jeu Dragon Ball Z: Kakarot, après le combat contre Cell, la jeune femme le remercie d'avoir supprimé son dispositif d'autodestruction. Il invite cette dernière à sortir avec lui, et elle accepte. Après avoir trouvé un trésor avec l'aide de Son Gohan, il invite C-18 à dîner dans un restaurant.

### Boo
7 ans plus tard, il est en couple et marié avec C-18. Ils ont une fille ensemble, prénommée Marron. À ce moment, il dit à Son Goku juste qu'ils « vivent ensemble », mais dans les OAV et plus tard dans Dragon Ball GT, il désigne clairement C-18 par le terme « ma femme » (女房, Nyōbō). Certaines sources disent qu'il a cessé de se raser le crâne en arrêtant les combats, mais lors d'une conversation avec Goku, il suggère que ce serait en fait pour plaire à sa femme, d'autant qu'il n'arrête pas les combats avant la fin de l'existence de Boo.
Lors du 25e Tenkaichi Budokai, il combat en premier. Il bat son adversaire Puntar en quelques coups, déchaînant ainsi la joie et la fascination du public ainsi que de l'arbitre.
En allant vers le repaire de Babidi, avec ses amis, il se fait même transformer en pierre par Dabra, mais est sauvé grâce à l'élimination de ce dernier par Boo.
Krilin se sacrifie pour que ses amis et sa famille puissent s'enfuir pour échapper à la transformation en chocolat de Boo. Il sera ressuscité par la suite grâce à Vegeta et transmettra en même temps que ses compères l'énergie pour que Son Goku puisse former le Genki Dama afin d'anéantir Boo.

### La Résurrection deF
Après la victoire de Son Goku face à Boo, Krilin abandonne les arts martiaux pour devenir un officier de police. Durant son travail, il ressent, comme ses amis, que Shenron est invoqué (par la bande à Pilaf et les soldats de Freezer). Il affrontera l'armée entière de Freezer en combattant Tagoma et manquera de se faire tuer une nouvelle fois par le tyran. Vegeta le sauvera en détournant l'attaque sur Sorbet, homme de main de Freezer.

### Le Tournoi du Pouvoir
Pour convaincre Krilin et sa femme C-18 de participer au Tournoi du Pouvoir, Goku leur ment en disant que le vainqueur recevra une récompense de 10 millions de Zénis, étant donné que le couple est attiré par l'argent. Se faisant des doutes sur la puissance que Krilin pourrait avoir pour pouvoir participer au Tournoi du Pouvoir, Son Gohan et Son Goku pensent évaluer ses capacités avant de se décider à l'intégrer dans l'équipe. En premier, Son Gohan affronte Krilin et contre toute attente, Krilin prend l'avantage et profite pour mettre au point une nouvelle technique, la Morsure du Soleil X100 et remporte le duel. Fasciné par son exploit, Son Goku affronte à son tour son meilleur ami, Krilin le poussera à se transformer en Super Saiyan Bleu et chacun des deux donne son maximum dans un duel entre Kame Hame Ha. Le duel sera interrompu par l'intervention de C-18, et c'est en se rendant compte des progrès de son ami que Son Goku abandonne le duel et décide de laisser participer son compagnon au Tournoi du Pouvoir.
Ayant repris pour de bon les combats, Krilin fait partie de l'équipe de Son Goku avec ses compagnons, incluant Tortue Géniale et C-17. Mais un problème inattendu survient : Boo s'est endormi et ne se réveille pas avant deux mois. Ses amis et lui apprennent, par Piccolo, que Goku leur a mentis concernant le véritable enjeu du tournoi. Furieux après le Saiyan, Krilin décide de renoncer au tournoi, tout comme C-18, mais Beerus le fait changer d'avis en le menaçant de le tuer et Bulma convainc C-18 en proposant une récompense aux participants qui le souhaitent. Ils se retrouvent obligés de recruter Freezer afin d'être au nombre pour représenter l'univers 7 lors du Tournoi du Pouvoir. Après avoir formé une tactique d'équipe avec ses camarades (Son Gohan, Tenshinhan, Tortue Géniale et Piccolo) pour combattre les autres univers et combattu aux côtés de son épouse contre Shosa et Majora de l'univers 4, il sera éjecté de la surface de combat par une attaque sournoise de Frost.

### Dragon Ball GT
Bien des années plus tard, Krilin mène un quotidien tranquille avec sa famille. Il a vieilli et il a désormais des cheveux gris et une moustache grise. La plus marquante de ses apparitions étant contre Super C-17, où il se fait tuer par son beau-frère, C-17, avant d'être ressuscité après le combat de Son Goku contre les Dragons maléfiques.
Au moment où Son Goku fera ses adieux à ses proches avant de s'en aller avec Shenron, le Saiyan affronte pour une toute dernière fois, son compagnon de toujours ainsi que son tout premier rival, dans un petit duel qui se terminera par un match nul, c'est après le combat que Krilin se remémore tout son parcours de vie avec lui, avant que son proche ne lui dise au-revoir.

## Description

### À propos du nom
Le nom « Krilin » est une onomatopée qui reproduit le tintement de clochettes des temples Shaolin. Krilin est à la base un bonze du temple Orin.

### Famille
C-18 est sa femme et il a une fille Maron. C-17 est son beau-frère.

### Personnalité
Sur l'ensemble du manga, il apparaît comme un personnage omniprésent. Même si sa force est loin d'égaler celle des Super Saiyans, il est l'un des êtres humains les plus forts sur Terre, et aide le groupe grâce à son intelligence. Il a un humour assez attachant et il est très loyal envers ses amis. Dans Dragon Ball, il était lâche, un peu méchant et n'hésitait pas à tricher pour battre Son Goku, car il le détestait à l'époque. Mais au fil du temps, le Saiyan et lui deviennent les meilleurs amis du monde et, à force de rester à ses côtés, il finit par devenir un être bienveillant et attentionné. 
Par ailleurs, l'influence de son meilleur ami lui est bénéfique, car tout comme lui, il refuse d'abandonner, quelle que soit la difficulté dans les combats auxquels il participe.
Morts
Krilin est mort 3 fois dans la chronologie officielle.

### Techniques
- Buku Jutsu
- Kamé Hamé Ha
- Kienzan
- Kikoha
- Taiyoken

### Puissance
Raditz
- 206[6]

Après Raditz
- 206[7],[8],[9]

Nappa et Vegeta
- 1 083 (dissimulée)[7],[10]
- 1 770 (maximum)[6]

Namek
- 1 500 (dissimulée)[11],[12],[13]

Commando Ginyu
- 13 000[6]

## Œuvres où le personnage apparaît

### Manga
- 1984 : Dragon Ball

### Séries
- 1986 : Dragon Ball
- 1989 : Dragon Ball Z
- 1996 : Dragon Ball GT
- 2009 : Dragon Ball Z Kai
- 2015 : Dragon Ball Super

### Films
- 1986 : Dragon Ball : La Légende de Shenron
- 1987 : Dragon Ball : Le Château du démon
- 1988 : Dragon Ball : L’Aventure mystique
- 1989 : Dragon Ball Z : À la poursuite de Garlic
- 1990 : Dragon Ball Z : Le Robot des glaces
- 1990 : Dragon Ball Z : Le Combat fratricide
- 1991 : Dragon Ball Z : La Menace de Namek
- 1991 : Dragon Ball Z : La Revanche de Cooler
- 1992 : Dragon Ball Z : Cent mille guerriers de métal
- 1992 : Dragon Ball Z : L’Offensive des cyborgs
- 1993 : Dragon Ball Z : Broly le super guerrier
- 1993 : Dragon Ball Z : Les Mercenaires de l’espace
- 1994 : Dragon Ball Z : Rivaux dangereux
- 1994 : Dragon Ball Z : Attaque Super Warrior !
- 1995 : Dragon Ball Z : L’Attaque du dragon
- 2013 : Dragon Ball Z: Battle of Gods
- 2015 : Dragon Ball Z : La Résurrection de ‘F’

### OAV
- 1988 : Dragon Ball : Goku et la sécurité routière
- 1988 : Dragon Ball : Goku le pompier
- 1992 : Dragon Ball Z : Réunissez-vous ! Le Monde de Gokû
- 2008 : Dragon Ball : Salut ! Son Gokû et ses amis sont de retour !!

### TV Special
- 1993 : Dragon Ball Z : L’Histoire de Trunks